# Bristol Sonics RLC
Bristol Sonics (nom complet Bristol Sonics Rugby League Club) és un club de rugbi lliga establert a Bristol, al sud-est d'Anglaterra.
Els Sonics es van formar a la tardor de 2002 de mà d'un grup d'entusiastes de la lliga de rugbi de la ciutat. Es va triar el marró i el daurat com a colors del club com a tribut al club original de Bristol que va prendre part a la lliga de rugbi, que va existir en la dècada dels 80 i 90. El seu nom prové de la relació que té la ciutat de Bristol amb el desenvolupament del Concorde, l'avió supersònic, el qual es va construir i es va posar a prova molt a prop del terreny de joc de Filton.
Els Sonics tenen dos equips on no hi ha limit d'edat. El primer d'ells pren part en la Divisió Sud-oest de la TotalRL.com Rugby League Conference, junt amb equips com els Oxford Cavaliers, Plymouth, Somerset Vikings i Gloucestershire Warriors. El segon equip, els Subsonics, juga partits amistosos i partits extraordinaris contra altres equips socials de la lliga de rugbi. El 2006 es va formar el Junior Sonics, la secció dels més joves del club.

## TRL Rugby League Conference: South West and West Midlands 2006
El 2006 no va ser un any gaire bo pel primer equip dels Sonics, però com a punt positiu van poder formar un equip per a menors de 15 anys per primera vegada.

## Taula Final
| Club                     | Partits jugats | Partits guanyats | Partits empatats | Punts |
| ------------------------ | -------------- | ---------------- | ---------------- | ----- |
| Gloucestershire Warriors | 10             | 9                | 0                | 18    |
| Somerset Vikings         | 10             | 8                | 0                | 16    |
| Plymouth                 | 10             | 6                | 0                | 12    |
| Burntwood Barbarians     | 10             | 5                | 0                | 10    |
| Oxford Cavaliers         | 10             | 4                | 0                | 8     |
| Bristol Sonics           | 10             | 3                | 0                | 6     |
| Redditch Ravens          | 10             | 0                | 0                | 6     |
| Coventry Bears A         | 10             | 0                | 0                | 4     |